# Airoux
Airoux är en kommun i departementet Aude i regionen Occitanien  i södra Frankrike. Kommunen ligger  i kantonen Castelnaudary-Nord som ligger i arrondissementet Carcassonne. År 2022 hade Airoux 189 invånare.

## Befolkningsutveckling
Antalet invånare i kommunen Airoux
Referens: INSEE